# Parrocchie della diocesi di Asti
Le parrocchie della diocesi di Asti sono 130, per la gran parte situate nel territorio della provincia di Asti e alcune nella provincia di Alessandria.
La diocesi di Asti è parte della regione ecclesiastica del Piemonte e diocesi suffraganea dell'arcidiocesi di Torino.

## Zone pastorali
La diocesi è suddivisa in cinque zone pastorali.

### Zona pastorale di Asti città
| Parrocchia                       | Patrono                   | Comune | Frazione/Quartiere        |
| -------------------------------- | ------------------------- | ------ | ------------------------- |
| Cattedrale - Santa Maria Assunta | Santa Maria Assunta       | Asti   | centro                    |
| Asti - Sacro Cuore               | Sacro Cuore di Gesù       | Asti   | centro                    |
| Asti - San Giovanni Bosco        | San Giovanni Bosco        | Asti   | centro                    |
| Asti - San Domenico Savio        | San Domenico Savio        | Asti   | centro                    |
| Asti - San Martino               | San Martino Vescovo       | Asti   | centro                    |
| Asti - San Michele Arcangelo     | San Michele Arcangelo     | Asti   | centro                    |
| Asti - San Paolo                 | San Paolo Apostolo        | Asti   | San Paolo                 |
| Asti - San Pietro                | San Pietro Apostolo       | Asti   | centro                    |
| Asti - San Secondo               | San Secondo               | Asti   | centro                    |
| Asti - San Silvestro             | San Silvestro             | Asti   | San Silvestro             |
| Asti - Santa Caterina            | Santa Caterina            | Asti   | centro                    |
| Asti - Santa Maria Nuova         | Santa Maria               | Asti   | centro                    |
| Asti - Santissima Annunziata     | Santissima Annunziata     | Asti   | centro                    |
| Casabianca                       | San Giovanni Battista     | Asti   | Casabianca                |
| Montegrosso Cinaglio             | San Carlo Borromeo        | Asti   | Monterosso Cinaglio       |
| Revignano                        | San Giacomo Apostolo      | Asti   | Revignano                 |
| Torretta                         | Nostra Signora di Lourdes | Asti   | Nostra Signora di Lourdes |
| Vaglierano                       | Santa Maria de Horticis   | Asti   | Vaglierano                |
| Valleandona                      | Santa Maria Assunta       | Asti   | Valleandona               |
| Viatosto                         | Maria Ausiliatrice        | Asti   | Viatosto                  |

### Zona pastorale Est
| Parrocchia              | Patrono                            | Comune                | Frazione/Quartiere   |
| ----------------------- | ---------------------------------- | --------------------- | -------------------- |
| Portacomaro             | San Bartolomeo Apostolo            | Portacomaro           | centro               |
| Abbazia                 | Regina degli Apostoli              | Masio                 | Abbazia              |
| Accorneri               | Spirito Santo e San Carlo Borromeo | Viarigi               | Accorneri            |
| Azzano d'Asti           | San Giacomo Apostolo               | Azzano d'Asti         | centro               |
| Callianetto             | Santissima Annunziata              | Castell'Alfero        | Callianetto          |
| Caniglie                | Natività di Maria                  | Asti                  | Caniglie             |
| Castagole Monferrato    | San Martino Vescovo                | Castagnole Monferrato | centro               |
| Castell'Alfero          | Santi Pietro e Paolo               | Castell'Alfero        | centro               |
| Castello d'Annone       | Santa Maria delle Ghiare           | Castello d'Annone     | centro               |
| Castiglione d'Asti      | San Martino Vescovo                | Asti                  | Castiglione          |
| Cerro Tanaro            | San Giovanni Battista              | Cerro Tanaro          | centro               |
| Crocetta                | Santi Pietro e Stefano             | Castello d'Annone     | Crocetta             |
| Frinco                  | Natività della Beata Vergine Maria | Frinco                | centro               |
| Masio                   | Santa Maria Maddalena              | Masio                 | centro               |
| Migliandolo             | San Dalmazzo                       | Portacomaro           | Migliandolo          |
| Montemarzo              | Santi Marcello e Defendente        | Asti                  | Montemarzo           |
| Portacomaro Stazione    | Beata Vergine degli Angeli         | Portacomaro           | Portacomaro Stazione |
| Quarto d'Asti           | San Pietro Apostolo                | Asti                  | Quarto d'Asti        |
| Quattordio              | San Pietro Apostolo                | Quattordio            | centro               |
| Refrancore              | Santi Martino e Dionigi            | Refrancore            | centro               |
| Rocca d'Arazzo          | Santi Genesio e Stefano            | Rocca d'Arazzo        | centro               |
| Rocchetta Tanaro        | Santi Nicolao e Stefano            | Rocchetta Tanaro      | centro               |
| Santa Caterina di Rocca | Santa Caterina                     | Rocca d'Arazzo        | Santa Caterina       |
| Scurzolengo             | San Lorenzo Martire                | Scurzolengo           | centro               |
| Valenzani               | Sant'Antonio Abate                 | Asti                  | Valenzani            |
| Viarigi                 | Santi Pietro e Silverio            | Viarigi               | centro               |

### Zona pastorale Nord
| Parrocchia         | Patrono                                 | Comune                | Frazione/Quartiere |
| ------------------ | --------------------------------------- | --------------------- | ------------------ |
| Montechiaro d'Asti | Santi Bartolomeo e Caterina             | Montechiaro d'Asti    | centro             |
| Albugnano          | San Giacomo Apostolo                    | Albugnano             | centro             |
| Camerano Casasco   | Santi Lorenzo e Pietro                  | Camerano Casasco      | centro e Casasco   |
| Capriglio          | San Martino Vescovo                     | Capriglio             | centro             |
| Cerreto d'Asti     | Sant'Andrea Apostolo                    | Cerreto d'Asti        | centro             |
| Chiusano d'Asti    | Santa Maria                             | Chiusano d'Asti       | centro             |
| Cinaglio           | San Felice                              | Cinaglio              | centro             |
| Corsione           | San Cristoforo                          | Corsione              | centro             |
| Cortanze           | Santi Pietro e Giovanni                 | Cortanze              | centro             |
| Cortazzone         | San Secondo                             | Cortazzone            | centro             |
| Cossombrato        | Santo Stefano Protomartire              | Cossombrato           | centro             |
| Cunico             | Santa Maria della Valle                 | Cunico                | centro             |
| Mombarone          | Santi Pietro e Paolo                    | Asti                  | Mombarone          |
| Mondonio           | Santi Maria e Domenico Savio            | Castelnuovo Don Bosco | Mondonio           |
| Montafia           | San Dionigi                             | Montafia              | centro             |
| Piea               | Santi Filippo e Giacomo                 | Piea                  | centro             |
| Piovà Massaia      | Santi Pietro Apostolo e Giorgio Martire | Piovà Massaia         | centro             |
| Pino d'Asti        | Santa Maria della Pieve                 | Pino d'Asti           | centro             |
| Serravalle d'Asti  | Santissima Trinità                      | Asti                  | Serravalle         |
| Sessant            | Santo Stefano Protomartire              | Asti                  | Sessant            |
| Settime            | San Nicolao                             | Settime               | centro             |
| Soglio             | Santi Pietro Apostolo e Giorgio Martire | Soglio                | centro             |
| Viale d'Asti       | Sant'Andrea Apostolo                    | Viale                 | centro             |
| Villa San Secondo  | Santi Matteo e Carlo                    | Villa San Secondo     | centro             |

### Zona pastorale Ovest
| Parrocchia                        | Patrono                            | Comune              | Frazione/Quartiere |
| --------------------------------- | ---------------------------------- | ------------------- | ------------------ |
| San Damiano d'Asti                | Santi Cosma e Damiano              | San Damiano d'Asti  | centro             |
| San Damiano d'Asti - San Vincenzo | San Vincenzo                       | San Damiano d'Asti  | centro             |
| Antignano                         | Santo Stefano Protomartire         | Antignano           | centro             |
| Baldichieri                       | San Secondo                        | Baldichieri d'Asti  | centro             |
| Cantarana                         | San Giovanni Battista              | Cantarana           | centro             |
| Castellero                        | San Pietro in Vincoli              | Castellero          | centro             |
| Cellarengo                        | San Giovanni Battista              | Cellarengo          | centro             |
| Celle Enomondo                    | Sant'Antonio Abate                 | Celle Enomondo      | centro             |
| Cisterna d'Asti                   | Santi Gervasio e Protasio          | Cisterna d'Asti     | centro             |
| Cortandone                        | Sant'Antonio Abate                 | Cortandone          | centro             |
| Dusino San Michele                | Santi Rocco e Michele              | Dusino San Michele  | centro             |
| Ferrere                           | San Secondo                        | Ferrere             | centro             |
| Gorzano                           | Santa Maria della Pietà            | San Damiano d'Asti  | Gorzano            |
| Isolabella Torinese               | San Bernardo                       | Isolabella          | centro             |
| Maretto                           | Santi Maria e Michele              | Maretto             | centro             |
| Monale                            | Santa Caterina                     | Monale              | centro             |
| Pralormo                          | San Donato                         | Pralormo            | centro             |
| Pratomorone                       | Santa Maria                        | Tigliole            | Pratomorone        |
| Revigliasco d'Asti                | San Martino Vescovo                | Revigliasco d'Asti  | centro             |
| Roatto                            | Santi Michele e Radegonda          | Roatto              | centro             |
| San Martino Alfieri               | Santi Carlo e Maria                | San Martino Alfieri | centro             |
| San Matteo di Cisterna            | San Matteo apostolo ed evangelista | Cisterna d'Asti     | San Matteo         |
| San Paolo Solbrito                | Santi Pietro e Paolo               | San Paolo Solbrito  | centro             |
| San Pietro                        | San Pietro Apostolo                | San Damiano d'Asti  | San Pietro         |
| Savi                              | San Marco Evangelista              | Villanova d'Asti    | Savi               |
| Tigliole                          | San Lorenzo Martire                | Tigliole            | centro             |
| Valfenera                         | San Bartolomeo Apostolo            | Valfenera           | centro             |
| Vascagliana                       | San Bartolomeo Apostolo            | San Damiano d'Asti  | Vascagliana        |
| Villafranca d'Asti                | Santa Maria Assunta                | Villafranca d'Asti  | centro             |
| Villanova d'Asti                  | Santi Martino e Pietro             | Villanova d'Asti    | centro             |
| Villata                           | Natività di Maria Vergine          | Valfenera           | Villata            |

### Zona pastorale Sud
| Parrocchia                    | Patrono                          | Comune             | Frazione/Quartiere        |
| ----------------------------- | -------------------------------- | ------------------ | ------------------------- |
| Costigliole d'Asti            | Nostra Signora di Loreto         | Costigliole d'Asti | centro                    |
| Agliano                       | San Giacomo il Maggiore Apostolo | Agliano Terme      | centro                    |
| Annunziata                    | Santissima Annunziata            | Costigliole d'Asti | Annunziata                |
| Belveglio                     | Natività di Maria                | Belveglio          | centro                    |
| Bionzo                        | San Siro                         | Costigliole d'Asti | Bionzo                    |
| Boglietto                     | San Michele Arcangelo            | Costigliole d'Asti | Boglietto                 |
| Calosso                       | San Martino Vescovo              | Calosso            | centro                    |
| Castelnuovo Calcea            | Santo Stefano Protomartire       | Castelnuovo Calcea | centro                    |
| Isola d'Asti - San Pietro     | San Pietro Apostolo              | Isola d'Asti       | Villa                     |
| Isola d'Asti - Santa Caterina | Santa Caterina                   | Isola d'Asti       | Piano                     |
| Loreto                        | Madonna di Loreto e San Grato    | Costigliole d'Asti | Loreto                    |
| Madonnina                     | Beata Vergine delle Grazie       | Costigliole d'Asti | Madonnina                 |
| Mombercelli                   | San Biagio                       | Mombercelli        | centro                    |
| Mongardino                    | San Giovanni Battista            | Mongardino         | centro                    |
| Montaldo Scarampi             | Santissima Annunziata            | Montaldo Scarampi  | centro                    |
| Montegrosso d'Asti            | Santi Secondo e Matteo           | Montegrosso d'Asti | centro                    |
| Motta di Costigliole          | San Francesco di Sales           | Costigliole d'Asti | Motta                     |
| Noche                         | San Defendente                   | Vinchio            | Noche                     |
| Piana del Salto               | Cuore Immacolato di Maria        | Calosso            | Cuore Immacolato di Maria |
| Repergo                       | Beata Vergine Assunta            | Isola d'Asti       | Repergo                   |
| San Marzanotto                | San Marziano                     | Asti               | San Marzanotto            |
| Sant'Anna di Costigliole      | Sant'Anna                        | Costigliole d'Asti | Sant'Anna                 |
| Santa Margherita              | Santa Margherita                 | Costigliole d'Asti | Santa Margherita          |
| Santo Stefano di Montegrosso  | Santo Stefano Protomartire       | Montegrosso d'Asti | Santo Stefano             |
| Vallumida                     | San Defendente                   | Montegrosso d'Asti | Vallumida                 |
| Vigliano d'Asti               | San Secondo                      | Vigliano d'Asti    | centro                    |
| Vinchio                       | San Marco Evangelista            | Vinchio            | centro                    |